# Luke's Society Mixup
Luke's Society Mixup  è un cortometraggio muto del 1916 prodotto e diretto da Hal Roach.  Interpretato da Harold Lloyd, il film fa parte della serie di comiche che avevano come protagonista il personaggio di Lonesome Luke.

## Trama
Luke, un meccanico, sostituisce un famoso violinista. All'inizio, le sue cattive maniere e il suo ruvido comportamento sono accettati come le eccentricità di genio. Ma, poi, le cose cominciano a sfuggirgli di mano.

## Produzione
Il film fu prodotto da Hal Roach per la Rolin Films (come Phunphilms). Venne girato dal 16 febbraio al 1º marzo 1916.

## Distribuzione
Distribuito dalla Pathé Exchange, il film - un cortometraggio in una bobina - uscì nelle sale cinematografiche USA il 26 giugno 1916. La Pathé Frères lo distribuì in Francia il 22 febbraio 1918 con il titolo Lui... violoniste.